# Pirata insularis
Pirata insularis là một loài nhện trong họ Lycosidae.
Loài này thuộc chi Pirata. Pirata insularis được James Henry Emerton miêu tả năm 1885.